# Cyclomethicon
Cyclomethicon ist ein Inhaltsstoff in kosmetischen Mitteln, der als Okklusivum eingesetzt wird, weil er die Klebrigkeit von Formulierungen deutlich vermindert. Er besteht aus vollständig methylierten cyclischen Dimethylpolysiloxanen wie Octamethylcyclotetrasiloxan (D4), Decamethylcyclopentasiloxan (D5) und Dodecamethylcyclohexasiloxan (D6), wobei die genaue Zusammensetzung schwankt. Er ist praktisch unlöslich in Wasser, aber mischbar mit Alkoholen und anderen Lösungsmitteln. Er verflüchtigt sich leicht, auch aus Kosmetika, ohne zu kühlen oder irgendein Missempfinden zu verursachen. D4 ist aufgrund des Verdachts auf reproduktionstoxische Wirkung als Gefahrstoff eingestuft. D4 und D5 sind schwer abbaubar und reichern sich in lebenden Organismen an (bioakkumulierend). Bei D4 und D5 besteht das Risiko, dass sie als volatile Substanz aus Kosmetika über das Einatmen den Weg in den menschlichen Organismus findet. So verdampft eine Schicht von D4 auf der Haut bei 25 °C innerhalb von 30 Minuten und in 10 Minuten bei 37 °C. Cyclomethicon wurde 1978 in Kosmetika auf den Markt gebracht.